# Circonscription de Metema
La circonscription de Metema est une des 135 circonscriptions législatives de l'État fédéré Amhara, elle se situe dans la Zone Nord Gonder. Son représentant actuel est Assefa Chaqole Ayele.